# Coleomyia hinei
Coleomyia hinei là một loài ruồi trong họ Asilidae. Coleomyia hinei được Wilcox & Martin miêu tả năm 1935. Loài này phân bố ở vùng Tân Bắc giới.